# الطاهر شريف الوزاني
سي الطاهر شريف الوزاني من مواليد 7 أكتوبر 1966 م في مدينة وهران، لاعب جزائري سابق في منتخب الجزائر وفي نادي مولودية وهران، من أفضل اللاعبين الذين أنجبتهم الجزائر، هو حاليا مدرب لنادي اتحاد بلعباس .

## إنجازات

### شخصية
- ثاني أفضل لاعب إفريقي عام 1990.
- ثاني أفضل لاعب في كأس أمم إفريقيا 1990 بالجزائر.

### مع النوادي
- بطل الجزائر مرتين عام 1988 مع غالي معسكر و1993 مع مولودية وهران.
- وصيف بطل الجزائر 5 مرات أعوام 1987، 1990، 1996، 1997 و2000 مع مولودية وهران.
- بطل كأس الجمهورية الجزائرية 3 مرات أعوام 1984، 1985 و1996 مع مولودية وهران.
- وصيف بطل كأس الجمهورية الجزائرية مرتين عامي 1998 و2002 مع مولودية وهران.
- بطل كأس الرابطة الجزائرية مرة واحدة عام 1995 مع مولودية وهران.
- وصيف بطل كأس الرابطة الجزائرية مرة واحدة عام 2000 مع مولودية وهران.
- وصيف بطل كأس السوبر الجزائري مرة واحدة عام 1992 مع مولودية وهران.
- وصيف بطل دوري أبطال إفريقيا مرة واحدة عام 1989 مع مولودية وهران.
- وصيف بطل دوري أبطال العرب مرة واحدة عام 2001 بالدوحة مع مولودية وهران.
- بطل كأس الكؤوس العربية مرتين عام 1997 بالإسماعيلية و1998 ببيروت مع مولودية وهران.
- بطل كأس السوبر العربي مرة واحدة عام 1999 بدمشق مع مولودية وهران.
- أفضل نادي في دوري أبطال إفريقيا عام 1989 مع مولودية وهران.
- أفضل نادي إفريقي عام 1989 مع مولودية وهران.
- وصيف بطل كأس العرش مرة واحدة عام 1994 مع الرجاء البيضاوي.

### مع منتخبالجزائر
- بطل كأس أمم إفريقيا 1990 بالجزائر.
- بطل كأس الأمم الأفرو آسيوية 1991.

## روابط خارجية
- الطاهر شريف الوزاني على موقع اتحاد تركيا (لاعب) (الإنجليزية)
- الطاهر شريف الوزاني على موقع قاعدة بيانات كرة القدم.إي يو (الإنجليزية)
- الطاهر شريف الوزاني على موقع ناشيونال فوتبول تيمز (الإنجليزية)